# 九灘站
九灘站（韓語：구탄역）是位于朝鮮民主主義人民共和國黃海南道松禾郡九灘里的一個鐵路車站。屬於殷栗線。

## 歷史
- 1929年11月1日，落成使用。

## 邻近车站
殷栗線
水桥站 - 九灘站 - 松禾站